# Suhrovické rybníky
Suhrovické rybníky jsou rybníční soustavou vybudovanou v letech 2013–2015 na říčce Kněžmostka na místě bývalého rybníka Šíďák. Rybniční soustava se skládá ze dvou velkých rybníků o rozloze vodní plochy 2 a 4 ha (měřeno ve směru od Suhrovic) a tří menších tůní. Rybníky se nalézají mezi vesnicemi Suhrovice a Drhleny, místními částmi města Kněžmost v okrese Mladá Boleslav. Podél rybníků vede žlutá turistická značka spojující Novou ves u Branžeže s Kněžmostem.
Rybníky jsou využívány pro sportovní rybolov.

## Galerie

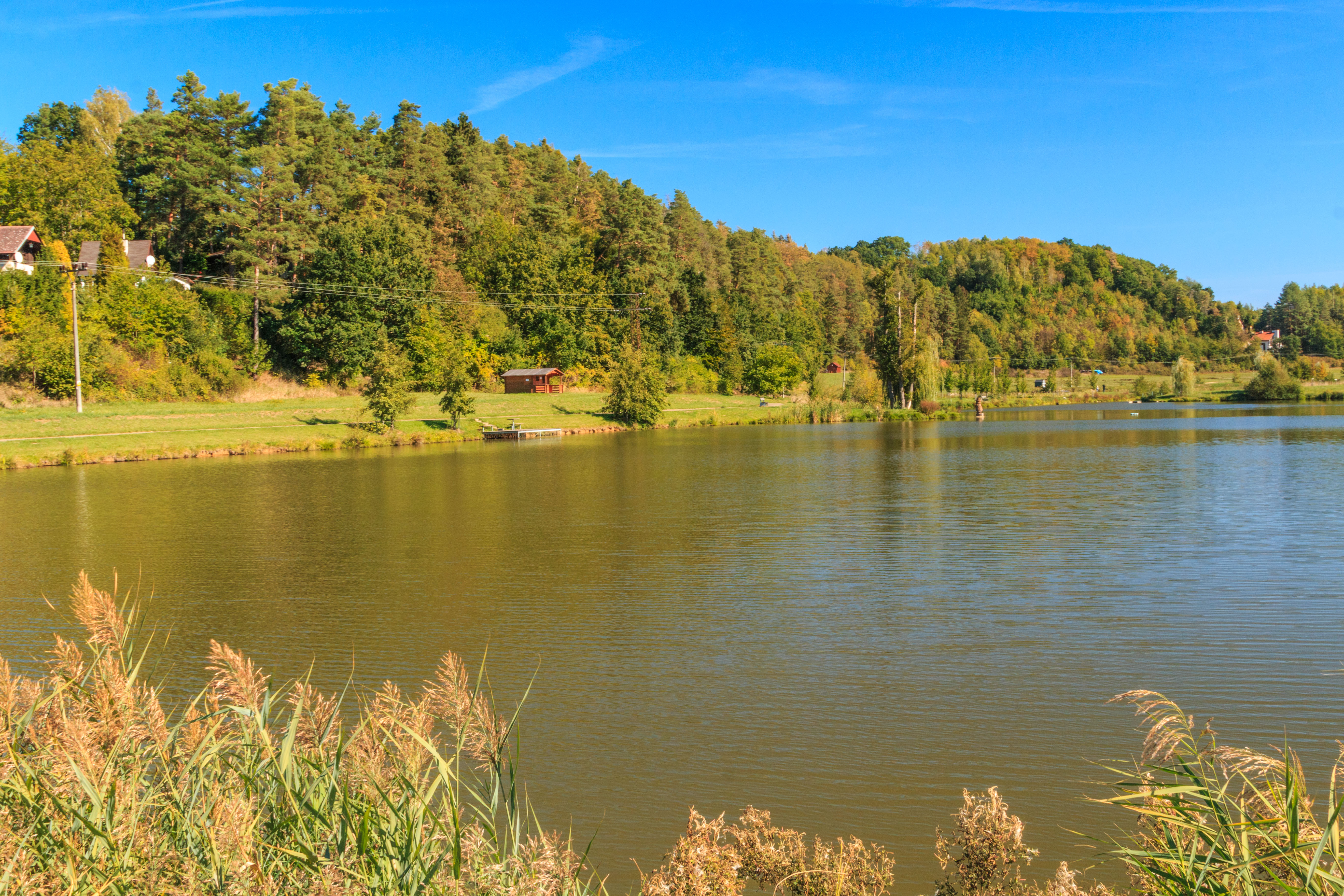
pohled na Suhrovické rybníky
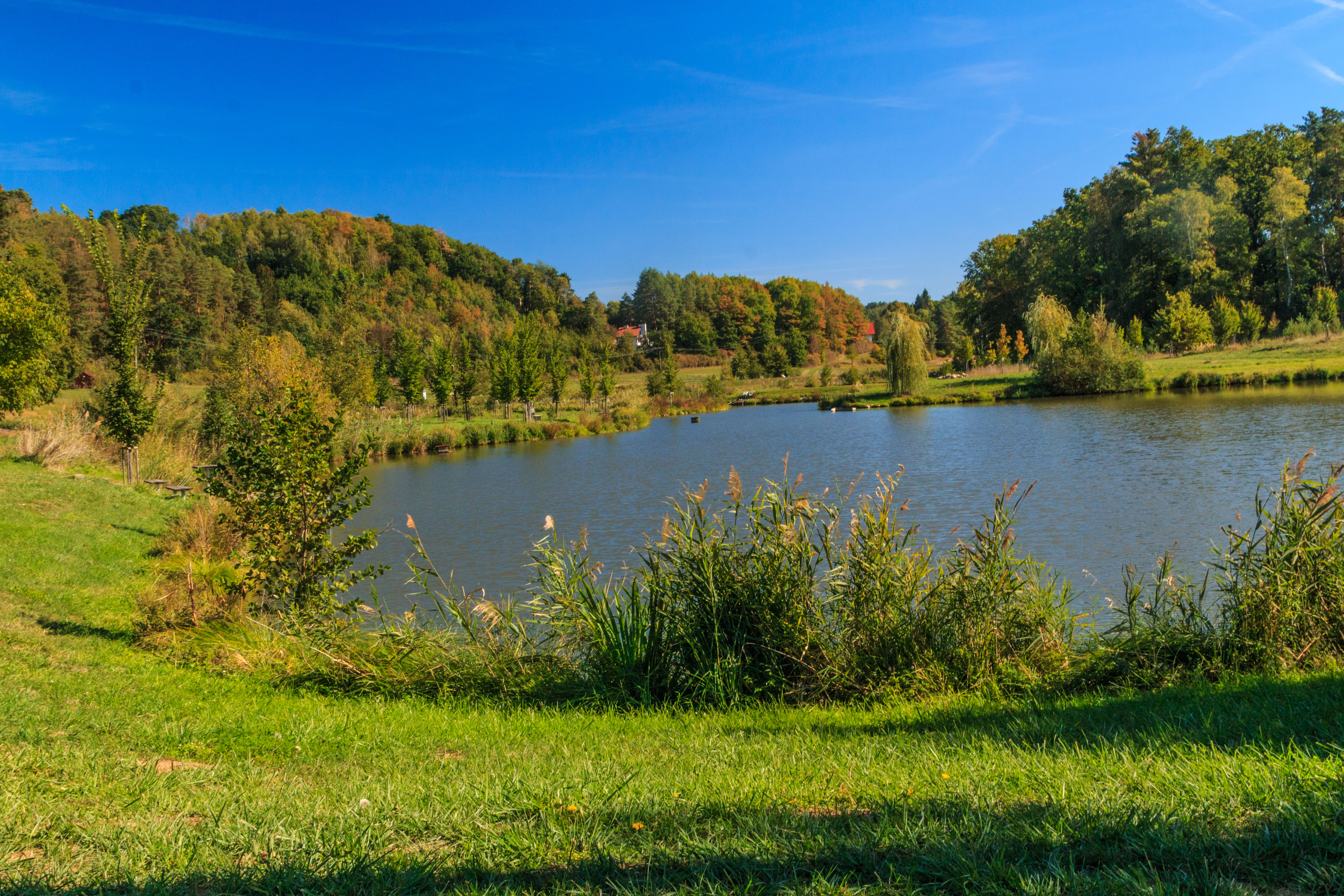
pohled na Suhrovické rybníky
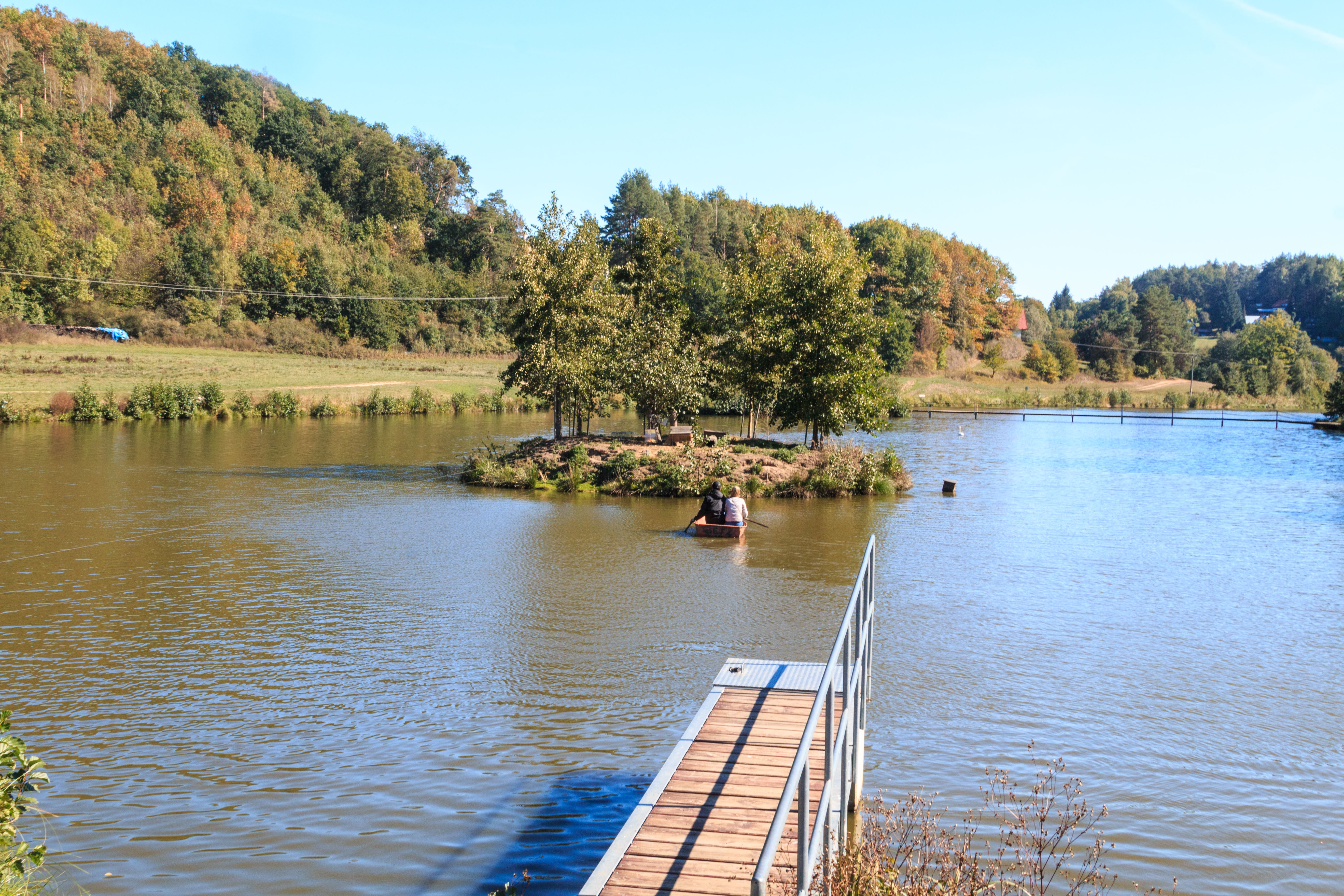
pohled na Suhrovické rybníky
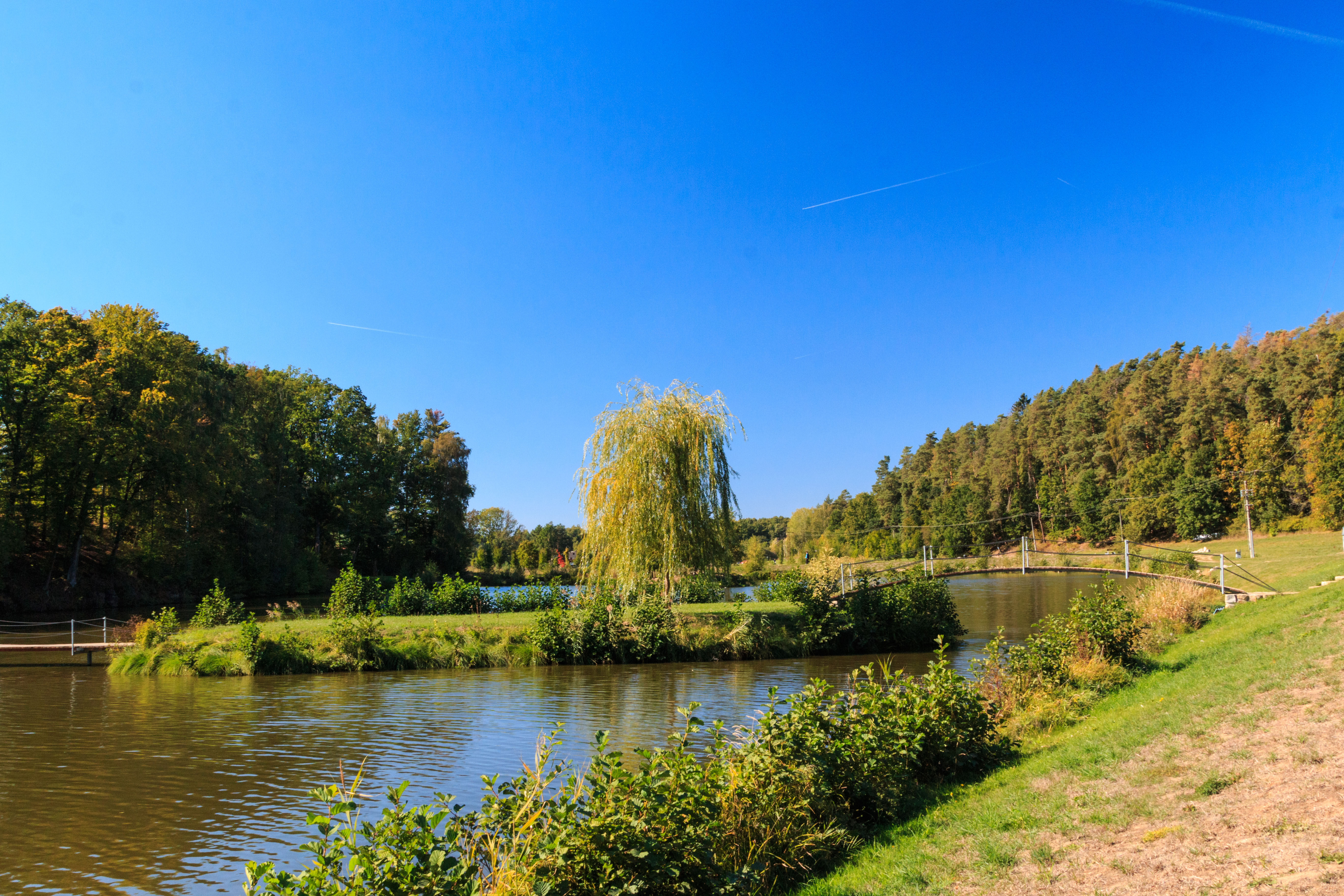
pohled na Suhrovické rybníky